# Ophioglycera longicirrata
Ophioglycera longicirrata är en ringmaskart som först beskrevs av Arwidsson 1899.  Ophioglycera longicirrata ingår i släktet Ophioglycera och familjen Goniadidae. Inga underarter finns listade i Catalogue of Life.